# Mélitée de l'érémial
Melitaea deserticola
Espèce
La Mélitée de l'érémial ou Mélitée érémicole (Melitaea deserticola) est une espèce de lépidoptères (papillons) appartenant à la famille des Nymphalidae et à la sous-famille des Nymphalinae.

## Dénomination
Melitaea  deserticola a été nommée par Charles Oberthür en 1909.
Synonyme : Didymaeformia deserticola Higgins, 1981.

### Noms vernaculaires
La Mélitée de l'érémial ou Mélitée érémicole se nomme en anglais Desert Fritillary.

### Sous-espèces
- Melitaea deserticola deserticola
- Melitaea deserticola macromaculata Belter, 1934
- Melitaea deserticola scotti Higgins, 1941[1].

## Description
C'est un papillon au dessus orange légèrement ornementé de marron sous forme de lignes incomplètes de points. Les antennes sont orange.
Le revers est à larges bandes blanches et jaune clair cernées de marron et dans chaque bande blanche une ligne de points marron.

## Chenille
La chenille est de couleur noire.

## Biologie

### Période de vol et hivernation
La chenille estive quand il fait trop chaud lorsque sa plante hôte fane.
La Mélitée érémicole vole un nombre de générations variable suivant les conditions météorologiques, le plus souvent en deux générations en avril mai puis de juin à août.

### Plantes hôtes
Les plantes hôtes de sa chenille sont principalement une Linaria, Linaria aegyptiaca, mais aussi des Anarrhinum dont  Anarrhinum fruticosum et Plantago media,.

## Écologie et distribution
La Mélitée érémicole est présente en Afrique du Nord, au Maroc, en Algérie, et en Libye, en Égypte, Jordanie, Israël, Liban, Arabie saoudite et Yémen,.
Au Maroc, elle réside dans le Haut-Atlas, le Moyen-Atlas et l'Anti-Atlas.

### Biotope
La Mélitée érémicole réside dans les lieux chauds et secs.

### Protection
Pas de statut de protection particulier.

## Philatélie
Timbre édité par l'Arabie Saoudite le 20 août 2007.